# Мицубиши Алуминиум Ко.
Мицубиши Алуминиум Ко. (Mitsubishi Aluminum Co., Ltd.) е японска компания за производство на алуминиеви сплави, детайли и части.
Част от Мицубиши Груп.
Създадена е през 1962 година за производство на алуминий и алуминиеви сплави за нуждите на компанията и търговия.